# Castejón (Cuenca)
Castejón – gmina w Hiszpanii, w prowincji Cuenca, w Kastylii-La Mancha, o powierzchni 43,62 km². W 2011 roku gmina liczyła 188 mieszkańców.